# كهوف سودوالا
كهوف سودوالا هي كهوف تقع في مبومالانجا، جنوب أفريقيا، وتتكون جدرانها من صخور الدولوميت، وتعود إلى العصر ما قبل الكامبري، منذ حوالي 2800 مليون سنة، عندما كانت أفريقيا لا جزءًا من غندوانا. تشكلت الكهوف نفسها منذ حوالي 240 مليون سنة، لذلك فهي تعد من أقدم الكهوف في العالم.

## وصلات خارجية
- Sudwala Caves Website
- Virtual Tour of the Cave Entrance
- Ecotravel - Sudwala Caves